# Minuartia pseudoimbricata
Minuartia pseudoimbricata är en nejlikväxtart som beskrevs av Lazkov. Minuartia pseudoimbricata ingår i släktet nörlar, och familjen nejlikväxter. Inga underarter finns listade i Catalogue of Life.